# Mataranka
Mataranka ist eine Gemeinde im Top End des australischen Northern Territory.
Die Kleinstadt liegt etwa 431 km südöstlich der territorialen Hauptstadt Darwin und etwa 114 km südlich von Katherine. Im Jahr 2021 wurden bei der australischen Volkszählung 327 Einwohner gezählt.
Die Kleinstadt Mataranka befindet sich am Roper River und am Stuart Highway und nahe den bekannten Thermalquellen Mataranka Hot Springs im Elsey National Park, der Bitter- und der Rainbow Springs. Außerdem wurde die Ortschaft bekannt durch den Roman von Jeannie Gunn We of the Never-Never, der auf einem Viehzuchtbetrieb in der unmittelbaren Nähe namens Elsey Station spielt.
Die Mataranka Station ist Teil des Katherine Rural College der Charles Darwin University.